# Dîner de gala aux ambassadeurs
Pour plus de détails, voir Fiche technique et Distribution.
Dîner de gala aux ambassadeurs est un court métrage français réalisé par Sacha Guitry en 1934.

## Résumé
Trois sketches successifs : Sacha Guitry appelle successivement Pauline Carton, Gaston Severin puis Paul Pauley par téléphone, pour les inviter au dîner de gala des Ambassadeurs.

## Fiche technique
- Réalisation : Sacha Guitry
- Scénario et Dialogue : Sacha Guitry
- Pays d'origine :  France
- Format : Noir et blanc  - 35 mm - son mono
- Genre : Comédie à sketches
- Durée : 5 minutes pour un métrage de 145 m
- Année de sortie en France : 1934

## Interprètes
- Sacha Guitry : lui-même téléphonant
- Pauline Carton : elle-même
- Paul Pauley : lui-même
- Gaston Séverin : lui-même
- Colette Mars